# Бурханов, Асли Бадриддинович
Асли (Аслиддин) Бадриддинович Бурханов (тадж. Аслӣ Бурҳонов; 1915—1997) — советский, таджикский актёр театра и кино, театральный режиссёр. Народный артист СССР (1965).

## Биография
Асли Бурханов родился 8 января 1915 года в Бухаре (ныне в Узбекистане).
С 13 лет выступал в кружках художественной самодеятельности Бухары. В 1931 году окончил среднюю школу.
С 1932 года — актёр Бухарского узбекского театра музыкальной драмы и комедии (ныне Бухарский областной узбекский музыкально-драматический театр им. С. Айни).
С 1933 года — актёр Таджикского театра драмы им. А. Лахути (Сталинабад, ныне Душанбе).
С 1946 года занимался режиссёрской деятельностью.
С 1940 года снимался в кино. Как актёр принял участие в дублировании на таджикский язык около 500 художественных фильмов.
Член Союза кинематографистов СССР (1958).
Член КПСС с 1945 года.
Скончался 29 декабря 1997 года (по другим источникам — 26 декабря 1998 года и в 1999 году) в Душанбе. Похоронен на кладбище «Сари Осиё».

## Награды и звания
- Народный артист Таджикской ССР (1945)
- Народный артист СССР (1965)
- Государственная премия Таджикской ССР им. Рудаки (1970) — за исполнение роли В. И. Ленина на сцене Таджикского театра драмы им. А. Лахути в спектаклях «Человек с ружьем», «Кремлёвские куранты» Н. Ф. Погодина, «Пламя свободы» Г. Абдулло, «Караван счастья» А. Гадель
- Орден Ленина (1957)
- Орден Дружбы народов (1985)
- Три ордена «Знак Почёта» (1941, 1949, 1954)
- Медаль «В ознаменование 100-летия со дня рождения Владимира Ильича Ленина» (1970)
- Три Почётные грамоты Верховного Совета Таджикской ССР.

## Творчество

### Роли в театре
- 1941 — «Краснопалочники» С. Улуг-зоды — Салим
- 1943 — «Пятирублевая невеста» М. Ордубади — Ходжи-ваккос
- 1944 — «В огне» С. Улуг-зоды — Сафар
- 1947 — «Ромео и Джульетта» У.Шекспира — Меркуцио
- 1948 — «Отелло» У. Шекспира — Яго
- 1948 — «Саодат» С. Саидмурадова и М. Рабиева — Нияз
- 1948 — «Человек с ружьём» Н. Погодина — Ленин
- 1949 — «Алишер Навои» Уйгуна и И. Султанова — Алишер Навои
- 1950 — «Голос Америки» Б. Лавренёва — Кидд
- 1951 — «Незабываемый 1919-й» В. Вишневского — Ленин
- 1954 — «Дохунда» Д. Икрами — Едгор
- 1957 — «Король Лир» У. Шекспира — Кент, Лир
- 1957 — «Ураган» Г. Абдулло и Ш. Киямова — Ленин
- «Клевета» С. Саидмурадова и И. Исмаилова — Хушвакт
- «Ревизор» Н. Гоголя — Хлестаков
- «Рудаки» С. Улуг-зоды — Рудаки
- «Пламя свободы» Г. Абдулло — Ленин
- «Кремлёвские куранты» Н. Погодина — Ленин
- «Караван счастья» А. Гадель — Ленин
- «Слуга двух господ» К. Гольдони — Труффальдино

### Постановки
- 1945 — «Учитель любви» М. Миршакара
- 1956 — «Саодат» С. Саидмурадова и М. Рабиева
- 1963 — «Мертвецы» Д. Мамедкулизаде
- 1966 — «Два веронца» У. Шекспира[6]

### Фильмография
- 1940 — «На дальней заставе»
- 1953 — «Застава в горах» — Абдурахман
- 1956 — «Авиценна» — эмир
- 1956 — «Дохунда» — Абдулла
- 1957 — «Я встретил девушку» — Мухтар-ака
- 1958 — «Высокая должность» — Джураев
- 1958 — «Огонёк в горах» — начальник метеослужбы
- 1959 — «Сыну пора жениться» — Карим-ака
- 1959 — «Человек меняет кожу» — Ходжияров
- 1961 — «Зумрад» — председатель колхоза
- 1961 — «Маленькие истории о детях, которые…» — отец Ярмата
- 1962 — «Одержимые» — Султанов
- 1965 — «Хасан Арбакеш» — начальник социальной службы
- 1971 — «Звёздный цвет»
- 1972 — «Восточное сказание»
- 1973 — «Здравствуй, добрый человек» — Курбан
- 1973 — «Маленький пень воз опрокидывает» (короткометражный) — толстяк
- 1973 — «Я — граница» — Абдусаломов
- 1975 — «Восход над Гангом» — есаул-баши
- 1976 — «Сказание о Сиявуше» — Мобед
- 1978 — «Мой причал»[7].